# Liste der Monuments historiques in Les Mazures
Die Liste der Monuments historiques in Les Mazures führt die Monuments historiques in der französischen Gemeinde Les Mazures auf.

## Liste der Objekte
| Bezeichnung                         | Beschreibung | Standort                                        | Kennzeichnung | Schutzstatus | Datum | Bild |
| ----------------------------------- | --- | ----------------------------------------------- | ------------- | ------------ | ----- | ---- |
| Sakristeischrank                    | Eichenholz, bezeichnet 1737 | in der Kirche St-Rémi (Lage)                    | PM08000906    | Inscrit      | 1975  |      |
| Kruzifix                            | Holz, farbig gefasst, 1820er Jahre | in der Kirche St-Rémi (Lage)                    | PM08000911    | Inscrit      | 1975  |      |
| Skulptur Heiliger Remigius          | Eichenholz, um 1600 | in der Kirche St-Rémi (Lage)                    | PM08001240    | Inscrit      | 1988  |      |
| Marienaltar                         | linker Seitenaltar; Altartisch, Tabernakel, Retabel und Skulptur Madonna mit Kind; Holz, farbig gefasst und vergoldet; Altar um 1863, Skulptur aus dem 18. Jahrhundert   | in der Kirche St-Rémi (Lage)                    | PM08000910    | Inscrit      | 1975  |      |
| Gemälde Kreuzigung                  | Ölfarbe auf Leinwand, 1894 von teauxJules Paul Guilloteaux | in der Kirche St-Rémi (Lage)                    | PM08000912    | Inscrit      | 1975  |      |
| Grabstein für Jehanne de Montcornet | Stein, 14. Jahrhundert | in der Kapelle Notre-Dame-de-Consolation (Lage) | PM08000309    | Classé       | 1963  |      |
| Kanzel                              | Holz, Schmiedeeisen, um 1820 | in der Kirche St-Rémi (Lage)                    | PM08000907    | Inscrit      | 1975  |      |
| Remigiusaltar                       | rechter Seitenaltar; Altartisch, Tabernakel, Retabel und Skulptur Heiliger Remigius; Holz, farbig gefasst und vergoldet; Altar um 1863, Skulptur aus dem 18. Jahrhundert | in der Kirche St-Rémi (Lage)                    | PM08000909    | Inscrit      | 1975  |      |
| Hauptaltar                          | Altartisch und Tabernakel; Marmor, Holz, farbig gefasst und vergoldet, 1810                                                                                              | in der Kirche St-Rémi (Lage)                    | PM08000908    | Inscrit      | 1975  |      |